# Friedrich Kranebitter
Friedrich "Fritz" Kranebitter, född 1 juli 1903 i Wildshut, död 20 februari 1957 i Linz, var en österrikisk promoverad jurist och SS-Sturmbannführer. Under andra världskriget var han bland annat verksam inom Gestapo i Italien.

## Biografi
Efter avlagd studentexamen, Matura, utbildade sig Kranebitter, enligt faderns önskan, till säkerhetsvakt. Senare studerade han rättsvetenskap vid Wiens universitet och promoverades 1934 till juris doktor.
Kranebitter gick 1931 med i Nationalsocialistiska tyska arbetarepartiet (NSDAP) och 1934 i Schutzstaffel (SS). Omedelbart efter Anschluss, Tysklands annektering av Österrike den 13 mars 1938, blev Kranebitter medlem av Gestapo i Wien, där han var verksam till 1942.
Den 22 juni 1941 anföll Tyskland sin tidigare bundsförvant Sovjetunionen och inledde därmed Operation Barbarossa. I januari 1942 utnämndes Kranebitter till kommendör för Sicherheitspolizei (Sipo) och Sicherheitsdienst (SD) i Charkow. Kranebitter disponerade en gasvagn, i vilken judar gasades ihjäl. Kranebitter ledde även massarkebuseringar och beordrade bland annat att sextio barn från ett barnsjukhus skulle skjutas. Innan Röda armén återerövrade Charkow i slutet av 1943, hade Kranebitter flytt.
I december 1943 blev Kranebitter Gestapo-chef i Verona med Wilhelm Harster som överordnad. Han hade bland annat till uppgift att sammanställa listor över de tusentals politiska fångar som skulle deporteras till nazistiska koncentrationsläger. Med Kranebitters goda minne arkebuserades drygt sjuttio fångar i byn Cibeno den 12 juli 1944. Innan tyskarna retirerade från Italien, beordrade Kranebitter massmordet på tjugotre fångar i Bolzano.

### Efter andra världskriget
Kranebitter greps av amerikanska soldater i Bolzano den 13 maj 1945 och internerades i ett läger i Rimini. Året därpå kom han i brittisk krigsfångenskap för att 1948 åter hamna i amerikansk krigsfångenskap. I juli 1948 utlämnades Kranebitter till österrikiska myndigheter. Han dömdes till ett års fängelse för illegalt medlemskap i NSDAP.

## Populärkultur
I sin roman Bitter (2014) tecknar den österrikiske författaren Ludwig Laher ett porträtt av Friedrich Kranebitters liv och gärningar.